# Eumeces
Eumeces is een geslacht van hagedissen uit de familie skinken (Scincidae).

## Naam en indeling
De wetenschappelijke naam van de groep werd voor het eerst voorgesteld door Arend Friedrich August Wiegmann in 1834.
Er zijn zes soorten, inclusief de pas in 2017 beschreven soort Eumeces persicus uit Iran.

## Verspreiding en habitat
Alle soorten komen voor in delen van Afrika, Arabië en Europa. De skinken leven in de landen Afghanistan, Algerije, Armenië, Azerbeidzjan, Egypte, Georgië, India, Irak, Iran, Israël, Jordanië, Kirgizië, Libanon, Libië, Oezbekistan, Pakistan, Rusland, Saoedi-Arabië, Syrië, Tadzjikistan, Tunesië en Turkije.
De grootte van het areaal verschilt sterk; Eumeces algeriensis is slechts van enkele locaties bekend. Schneiders skink (Eumeces schneideri) daarentegen heeft een zeer groot verspreidingsgebied in Noord-Afrika, oostelijk Europa, het Midden-Oosten en delen van Azië.
Door de internationale natuurbeschermingsorganisatie IUCN is alleen aan Eumeces algeriensis een beschermingsstatus toegekend. Deze soort wordt beschouwd 'veilig' (Least Concern of LC).

## Soorten
Het geslacht omvat de volgende soorten, met de auteur en het verspreidingsgebied.
| Naam                                  | Auteur                                                                                            | Verspreidingsgebied |
| ------------------------------------- | ------------------------------------------------------------------------------------------------- | --- |
| Eumeces algeriensis                   | Peters, 1864                                                                                      | Algerije, Marokko |
| Eumeces blythianus                    | Anderson, 1871                                                                                    | Afghanistan, India, Pakistan |
| Eumeces cholistanensis                | Masroor, 2009                                                                                     | Pakistan |
| Eumeces indothalensis                 | Khan & Khan, 1997                                                                                 | Pakistan |
| Eumeces persicus                      | Faizi, N. Rastegar-Pouyani, E. Rastegar-Pouyani, Nazarov, Heidari, Zangi, Orlova & Poyarkov, 2017 | Iran |
| Schneiders skink (Eumeces schneideri) | Daudin, 1802                                                                                      | Afghanistan, Algerije, Armenië, Azerbeidzjan, Egypte, Georgië, India, Irak, Iran, Israël, Jordanië, Kirgizië, Libanon, Libië, Oezbekistan, Pakistan, Rusland, Saoedi-Arabië, Syrië, Tadzjikistan, Tunesië, Turkije |